# Découpe du bœuf

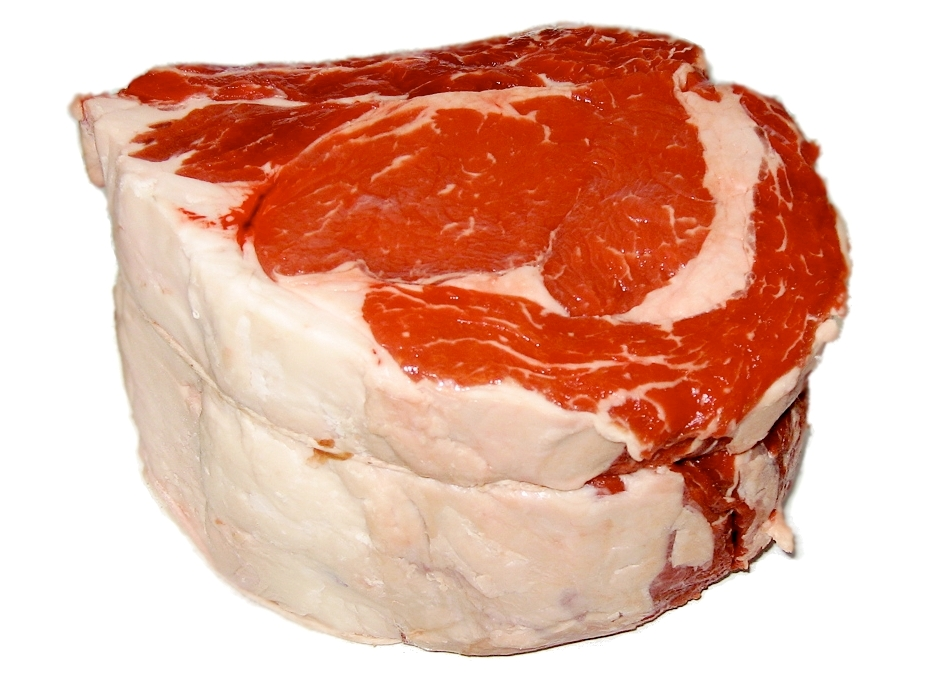
Viande de bœuf crue

Les découpes de bœuf sont des types de découpe de viande à laquelle le bovin est soumis au cours du processus d'abattage. 

## Type de découpe
Elles sont généralement divisées en trois catégories. Cependant, les types et catégories peuvent varier d'un pays à l'autre ou d'une culture à l'autre.

### Américaine

Découpe américaine

### Brésilienne
Les découpes les plus utilisées dans la cuisine brésilienne sont:
- 1. Pescoço
- 2. Acém : collier
- 9. Alcatra : poire
- 7. Contrafilé : rumsteck
- 6. Filet Mignon : filet
- 8. Picanha: aiguillette rumsteck
- 10. Lagarto : rond de gîte
- 15. Maminha : aiguillette baronne
- 16. Patinho : tende de tranche, gîte à la noix, araignée et plat de tranche
- 3. Paleta : macreuse à bifteck, paleron, jumeau à bifteck, jumeau à pot-au-feu et macreuse à pot-au-feu

### Britannique

Découpe britannique

### Française
1. Basses côtes
2. Côtes, entrecôtes
3. Faux-filet
4. Filet
5. Rumsteck
6. Rond de gîte
7. Tende de tranche ; poire, merlan
8. Gîte à la noix
9. Araignée

Les pièces les plus onéreuses sont en rouge clair

10. Plat de tranche, rond de tranche, mouvant
11. Bavette d'aloyau
12. Hampe
13. Onglet
14. Aiguillette baronne
15. Bavette de flanchet
16. Plat de côtes
17. Macreuse à bifteck
18. Paleron
19. Jumeau à bifteck
20. Jumeau à pot-au-feu
21. Macreuse à pot-au-feu
22. Queue
23. Gîte
24. Flanchet
25. Tendron, milieu de poitrine
26. Gros bout de poitrine
27. Collier
28. Plat de joue
29. Langue

### Italienne
Découpe de la "coscia":
- Codone
- Scannello

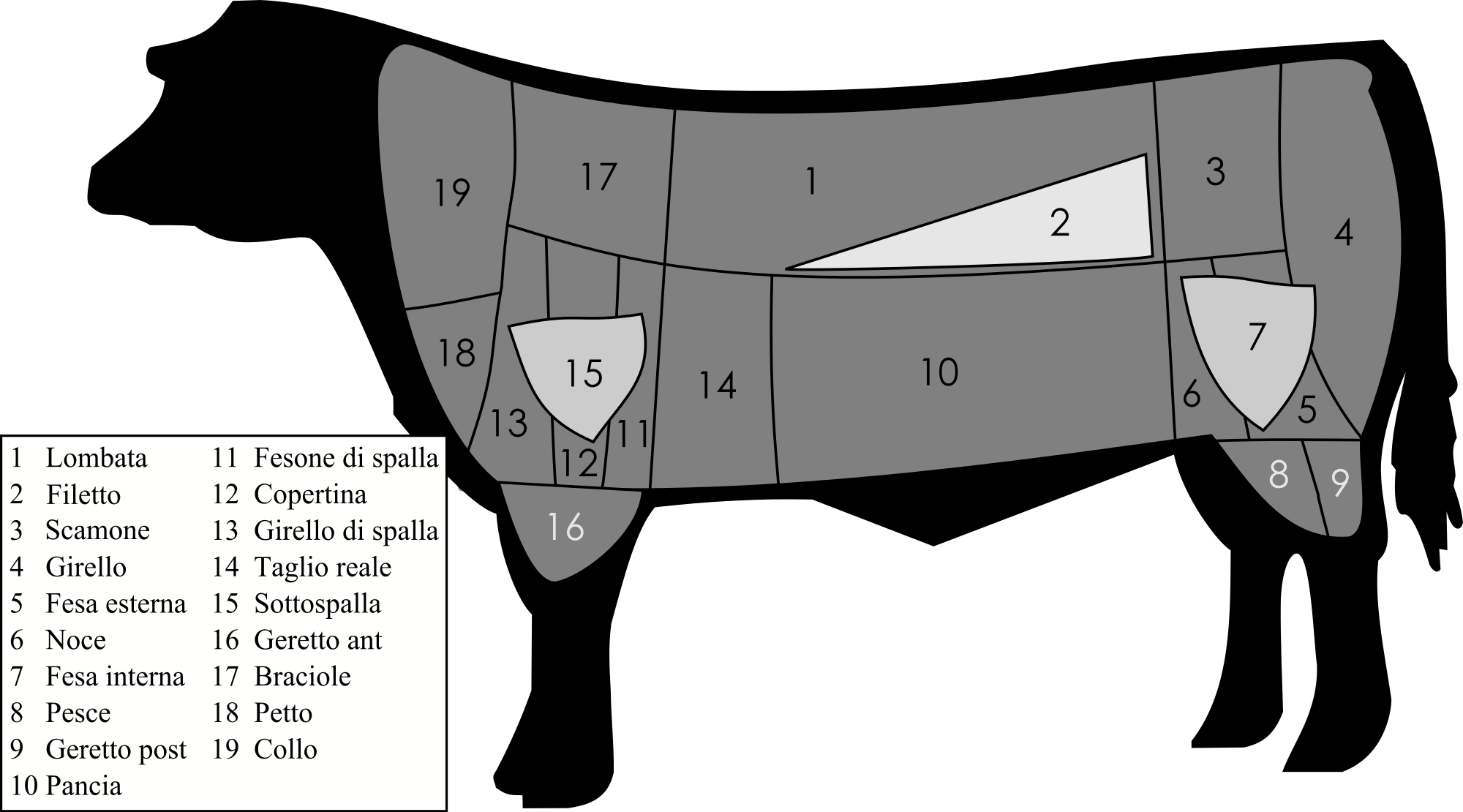
Parties et morceaux de viande de bovins italienne

- Sottofesa o fetta di mezzo (detta anche Contronoce)
- Rosa, fesa interna, punta d'anca
- Magatello o girello
- Spinacino

Découpe de la "lombata":
- Filetto
- Controfiletto o roast beef
- Carré di vitello
  - Costolette
  - Nodini

Découpe de la "schiena":
- Costata
- Coste della croce

Découpe de le "collo":
- Collo

Découpe de la "testa":
- Lingua
- Testina

Découpe de la "spalla":
- Fesone di spalla
- Fusello o girello di spalla
- Brione
- Cappello del prete o spalla

Découpe de les "garretti":
- Ossibuchi anteriori e posteriori
- Pesce, piccione, campanello, muscolo, gamba

Découpe de le "petto":
- Punta di petto

Découpe de le "costato inferiore":
- Biancostato di reale
- Taglio reale

Découpe de la "pancia":
- Biancostato di pancia
- Fiocco
- Scalfo

### Néerlandaise

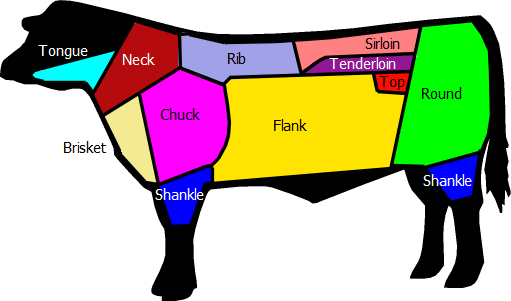
Découpe néerlandaise

### Portugaise

Découpe portugaise

### Turque

Découpe turque